# 中山イサ
中山 イサ（なかやま イサ、1868年8月3日〈慶応4年6月15日〉 - 1977年〈昭和52年〉5月25日）は、徳島県北島町在住の長寿の女性。1976年11月16日より死去するまで長寿日本一となっていた。

## 人物
1868年生まれ。徳島県北島町在住。1974年時点で徳島県最高齢であった。1976年の河本にわの死去に伴い、長寿日本一となった。ただし、当時は1865年生まれとされた泉重千代の記録が認められていたため、国内2位（女性では日本一）とされていた。
子供が5人、孫、曾孫、玄孫があわせて76人おり、玄孫の相手が日課だったという。
1977年5月25日、108歳で死去。当時は国内2位と報道された。大政奉還後である慶応4年（明治元年）を江戸時代とみなせば、最後の江戸時代生まれの日本人であった。
中山の死後は、市川まんが国内最高齢となった。

## その他
- 106歳時点で病気の経験がなく、入れ歯もしていなかった。時々裸で寝るほど体が温かった[4]。